# Florence (Wisconsin, város)
Florence város az USA Wisconsin államában, Florence megyében. Lakosainak száma 2096 fő (2020. április 1.).

## Népesség
A település népességének változása:
| Lakosok száma | 2319 | 2002 | 2096 |
|               | 2000 | 2010 | 2020 |